# Maria-Carme Calderer
Maria-Carme T. Calderer (Berga,  10 de enero de 1951)  es una investigadora y profesora de Matemáticas en la Universidad de Minnesota. Su principal área de investigación se centra en las matemáticas aplicadas. Particularmente estudia aplicaciones en la física de la materia blanda y la biología, como lo es el estudiar cómo el ADN se organiza bajo confinamiento. En 2022 fue reconocida por la Association for Women in Mathematics (Asociación de Mujeres Matemáticas) como una de sus miembros honorarias.

## Trayectoria académica
Es licenciada en ciencias físicas por la Universidad de Barcelona, y en 1980 recibió su doctorado en la Universidad Heriot-Watt en Escocia.
De 1984 a 1987 realizó una estancia de investigación postdoctoral en el Instituto de Matemáticas y sus Aplicaciones. Tras completar su periodo postdoctoral fue ascendida a profesora visitante. Posteriormente, en 1989 ocupó un puesto de investigadora en Penn State. Fue promovida al rango de Profesora en 1993, cargo que ocupó hasta el año 2001, cuando se unió a la facultad de la Universidad de Minnesota. 
A su ingreso como profesora en la Universidad de Minnesota, solo el 10% del profesorado eran mujeres. Maria-Carme Calderer fue la única profesora en la escuela de matemáticas y eso duró 11 años, hasta que en 2012 nuevas profesoras e investigadoras de integraron a la plantilla de trabajo. 
En 2011 realizó una estancia sabática de seis meses en el Centro de Investigación Matemática en Cataluña.
Tiene un interés activo en la educación matemática tanto a nivel de pregrado como de posgrado, así como en la educación K-12. En diversas ocasiones ha comentado que la enseñanza es una tarea primordial para ella y que se siente muy orgullosa de comunicar matemáticas a estudiantes de otras disciplinas, indicándoles el valor que esta materia puede tener en su vida profesional.

## Líneas de investigación
Su principal línea de investigación involucra el modelaje de problemas de materia condensada, especialmente aquellos directamente relacionados con experimentos de laboratorio. Es decir, encontrar ecuaciones que describan los fenómenos observados y capaces de ser predictivos. Entre sus principales contribuciones se encuentran estudios de estática y flujo de cristales líquidos, modelos de electroforesis, electrocinetica, así como problemas de elasticidad no lineal en el contexto de polímeros y geles. Varios de estos modelos se han extendido a tópicos de biología, en particular al estudio de viruses y al modelaje de la mecánica de tejidos. 
Otra de sus líneas de investigación incluyen el estudio de cómo el ADN se organiza bajo confinamiento. Las herramientas matemáticas involucradas incluyen el cálculo de variaciones, para determinar la configuración de energía mínima del ADN, así como la topología, con el objetivo de comprender su estructura de nudos. 
Su trabajo ha abordado también la dinámica de la materia activa, esto con el propósito de entender cómo se mueven las células cancerosas en los tejidos. Los modelos dinámicos que emplea tratan con la mecánica de fluidos no newtonianos, coloides y estructuras sólido-fluido. La presencia de carga eléctrica suele implicar el acoplamiento de las ecuaciones de dinámica de fluidos con las formulaciones de Boltzmann y Nernst-Planck sobre el movimiento de partículas cargadas y coloides. 

## Premios y honores
Ha sido reconocida en diversas ocasiones por su trayectoria académica y científica. Entre los reconocimientos que ha recibido se encuentran: 
- 2000: Premio al Servicio Teresa Cohen. Otorgado por la Universidad Estatal de Pensilvania.[7]
- 2011: Galardonada con el premio anual de la empresa Liven SA en reconocimiento a su trayectoria científica y académica. [8]
- En 2012 se convirtió en miembro de la Sociedad Americana de Matemáticas.[9]
- En 2022 fue nombrada miembro de la Asociación de Mujeres en Matemáticas.[3][10]

Por ser un modelo a seguir a nivel nacional e internacional debido a sus destacadas contribuciones a la investigación en matemáticas de materiales; por su larga trayectoria de mentoría, asesoramiento y supervisión de mujeres en matemáticas aplicadas; y por su papel de liderazgo en la comunidad matemática mediante la organización de conferencias, talleres y años temáticos.

## Producción científica
Es autora de más de sesenta artículos de investigación, publicados en revistas indexadas. Ha sido investigadora principal en numerosos proyectos de investigación fondeados por la National Science Foundation. A lo largo de su carrera ha dirigido más de diez tesis doctorales y funge también como mentora en ocho programas de posdoctorado. Es también editora de varias revistas científicas y organizadora activa de congresos y conferencias. 
Entre sus principales publicaciones académicas destacan: 
- Bauman, Patricia ; Calderer, M. Carme; Liu, Chun; Phillips, Daniel La transición de fase entre cristales líquidos A∗ quirales nemáticos y esmécticos. Arco. Racionar. Mecánico. Anal. 165 (2002), no. 2, 161–186.
- Calderer, M. Carme; Liu, Chun Flujo de cristal líquido: configuraciones dinámicas y estáticas. Apl. SIAM J. Matemáticas. 60 (2000), núm. 6, 1925–1949.

## Vida personal
Nació y creció en Berga, España bajo el régimen dictatorial de Franco. Durante su infancia contó con recursos educativos muy modestos y rígidamente controlados, por lo que ha mencionado que su acceso a las matemáticas y a las ciencias fue muy personal y autodirigido. 
Está casada con Douglas Arnold, quien también es profesor de matemáticas en Universidad de Minnesota. 